# گردنه قلاجه
گردنه قلاجه قسمتی از زیباترین منظره‌های حد فاصل استان کرمانشاه و ایلام و جزء شهرستان های گیلانغرب ،ايوان غرب،چرداول با گونه‌های گیاهی و جانوری نادر که یکی از زیباترین نقاط استان کرمانشاه و ایلام به شمار می‌رود.

## موقعیت جغرافیایی
این گردنه در کوه قلاجه و در مرز بین استانهای ایلام و کرمانشاه قرار دارد . ارتفاع کوه قلاجه از سطح دریا ۲۱۵۰ متر می‌باشد.
در دامنه شمالی این رشته کوه شهر سرمست مرکز بخش گواور از توابع شهرستان گیلان غرب قرار دارد که بواسطه‌ی همین رشته کوه، پربارش و هوای بسیار خوب و معتدل در کل سال دارد .

## اهمیت
این گردنه دو استان کردنشین کرمانشاه و ایلام را به هم متصل می‌کند.

## ویژگی‌های طبیعی
وجود جنگل‌های وسیع و با ارزش بلوط ایرانی، از ویژگی‌های بارز این منطقه محسوب می‌شود. درختان دیگری مثل وه‌ن، که‌یکو، گیوج، به‌ریو، ئه‌رجن و ... در منطقه وجود دارند.

## تونل قلاجه
تونل قلاجه برای کاهش مسیر از نظر زمانی و همچنین کاهش خطرات بسیار زیاد این جاده در حال ساخت است. این تونل ۲۵۰۰ متر طول دارد و با ساخت آن ۱۲ نقطه حادثه‌خیز از جاده حذف شده و همچنین حدود ۱۵ کیلومتر مسیر نزدیکتر می‌شود.